# Glukoza 6-fosfat
Glukoza 6-fosfat (Robisonov estar) je glukozni šećer fosforilisan na ugljeniku 6. Ovo jedinjenje je široko rasprostranjeno u ćelijama jer najveći deo glukoze koje se unesu u ćeliju biva fosforilisan na taj način.
Zbog njene prominentne pozicije u ćelijskoj hemiji, glukoza 6-fosfat ima mnoge moguće sudbine unutar ćelije. Ona se nalazi na početku dva glavna metabolička procesa:
- Glikoliza
- Put pentoznnog fosfata

Osim ovih metaboličkih puteva, glukoza 6-fosfat može takođe da bude konvertovana u glikogen ili skrob za skladištenje. To toga dolazi u jetri i mišićima u obliku glikogena kod većine multićelijskih životinja, i intraćelijskih granula skroba ili glikogena kod drugih organizama.

## Formiranje glukoza 6-fosfata

### Iz glukoze
Unutar ćelije, glukoza 6-fosfat se formira fosforilacijom glukoze na šestom ugljeniku. To je katalizovano enzimom heksokinaza u većini ćelija, a kod viših životinja, glukokinaza u pojedinim ćelijama, pogotovo u ćelijama jetre. Jedan molekul ATP-a se troši u ovoj reakciji. 
| -Glukoza | Heksokinaza         | Heksokinaza | α--Glukoza 6-fosfat |
|          |                     |             |                     |
| ATP      | ADP                 |             |                     |
|          |                     |             |                     |
| ATP      | ADP                 |             |                     |
|          |                     |             |                     |
|          | Glukoza 6-fosfataza |             |                     |

Јedinjenje C00031 u KEGG Metabolički put bazi podataka. Enzim 2.7.1.1 u KEGG Metabolički put bazi podataka. Јedinjenje C00668 u KEGG Metabolički put bazi podataka. Reakcija R01786 u KEGG Metabolički Put bazi podataka.
Glavni razlog za brzu fosforilaciju glukoze je sprečavanje difuzije iz ćelije. Fosforilacijom se dodaje naelektrisana fosfatna grupa tako da glukoza 6-fosfat ne može lako da prože kroz ćelijsku membranu.

### Iz glikogena
Glukoza-6-fosfat se isto tako formira tokom glikogenolize iz glukoza-1-fosfata, prvog proizvoda razlaganja polimera glikogena.